# José Sánchez Albarrán
José Sánchez Albarrán, fue un actor andaluz del siglo XIX nacido en Cádiz que falleció en 1883. Autor dramático, entre sus obras principales se encuentran Lo que puede el interés, Cada oveja con su pareja, Memorias, La casa de campo.